# Gentilés de France E
Pour un article plus général, voir Gentilés de France.
Gentilés des communes françaises par ordre alphabétique
- A
- B
- C
- D
- E
- F
- G
- H
- I
- J
- K
- L
- M
- N
- O
- P
- Q
- R
- S
- T
- U
- V
- W
- X
- Y
- Z

- Eauze : Élusates
- Écully : Écullois
- Ennery (Val-d'Oise) : Annericiens
- Épernay : Sparnaciens
- Épinal : Spinaliens
- Épinay-sur-Seine : Spinassiens
- Épinay-sur-Orge : Spinoliens
- Étables-sur-Mer : Tagarin, Tagarine
- Étampes : Étampois
- Étréchy (Essonne) : Strépiniacois, Strépiniacoise
- Étupes : Erbatons
- Eu : Eudois, Eudoise
- Évreux : Ébroïciens (ou Évrecins, variante populaire aujourd'hui désuète)
- Évron : Évronnais
- Évry (voir homonymies): Évryens
- Eymoutiers : Pelauds

## Pour approfondir